# 王治郅
王治郅（1977年7月8日—），北京人，中国职业篮球运动员、教练、军人，大校军衔，现任中央军委训练管理部军事体育训练中心空军五项队副队长。身高2.14米，司职中鋒或大前鋒，被球迷亲切地称为「大郅」、“追风少年”。他是第一位效力于NBA的非美籍亚洲球员。王治郅成名于1996年亚特兰大奥运会，在1996年到2012年之间四次参加奥运会（1996，2000，2008，2012）并两次打入八强，成为中國男篮奥运历史上第一人。

## 生平

### CBA时期
王治郅在1991年12月进入八一青年男子篮球队。1993年初入选中国少年特殊身材篮球队，并于同年入选中国青年男子篮球队，后加入八一男子篮球队。1994年底入选国家男子篮球集训队。1995年入选国家青年队。1996年入选宫鲁鸣执教的国家队。
他是中国男子篮球职业联赛 (CBA)八一火箭队的主力中锋，在1996年至2001年賽季间，八一队垄断了期间所有的联赛冠军。 王治郅虽然有着2米14的身高，但動作仍十分協調靈巧，並擁有靈活的進攻腳步，再加上慣用手為左手，令防守者對他特別難以捉摸，這使得早期的他成為亞洲頂尖的中鋒球員。
1995年7月，年仅18岁初次亮相国际舞台的王治郅在希腊举行的世界青年男子篮球锦标赛上，作为主力中锋带领中国青年队取得第9名的好成绩。整个系列赛王治郅以总得分排名第二，篮板总数排名第二，封盖次数排名第一的骄人成绩评为本届比赛的最佳中锋，同时荣膺封盖王美誉，并入选了最佳阵容。
1996年，在亚特兰大奥运会男篮赛事中，王治郅表現出色，在和美国梦之队的比赛中防守「海军上将」大卫·罗宾逊时还送给对方一记大火锅。在亚特兰大奥运期间，曾有六所大学球队邀请其加盟。96年，中国队首次进入奥运会男篮八强。王治郅场均11.1分、5.6个篮板和2.0次盖帽。罚球线上32罚29中，命中率90.6%，列所有球员第二位。
此后王治郅坐稳了中国男篮主力中锋，幫助中國男籃隊几乎囊获了亚运会男籃項目、亞錦賽、东亚运动会男籃項目等亚洲赛事的所有冠军。

### 加盟NBA
王治郅在1999年NBA选秀中被达拉斯小牛队于第2轮第36位选中，他是第一位进军NBA的亚洲球员（儘管在50年代NBA已有美籍亚裔球员三阪亙，但並非生於亞洲）；但在2001年三月正式加盟达拉斯小牛队，擔任替補中鋒。後來王治郅陸續转会到洛杉矶快船队、迈阿密热火队等球隊。NBA生涯後期，王治郅的主要進攻手段轉變成三分線外的投籃，並較常扮演替補以及功能性（投籃得分）的角色。

### 与中国篮协的误会
2002年违反中国篮协规定留美参加夏季联赛并私自决定在美国与中国国家队会合参加同年在美国举行的世界锦标赛，而被中国国家队除名，此后王治郅有四年時間无法回国参加国家队的比赛，直到再次回国前，一直遭到大陆媒体封杀；经过各方面的协调，王治郅終於在2006年4月回到中国。並再度入选中国国家男子篮球队，参加了日本举行的2006年世界男子篮球锦标赛。在小组赛对阵斯洛文尼亚的关系到中国小组能否出线的关键比赛中，王治郅在第四節接連命中中投和三分，幫助中国队穩住戰局最终险胜对手，成功完成了晉級十六強的基本目標。

### 重返CBA
2006-07赛季王治郅带领八一队以4-1击败了易建联领衔的夺冠大热门广东华南虎获得CBA总冠军。这也是迄今为止军旅最后一次获得CBA总冠军。

### 重返国际赛场
王治郅从1996年成名于奥运会，在他参加的每届奥运会都有上佳表现。
在重返国家队后，投入日本世锦赛和北京奥运会的比赛中。在世锦赛上帮助中国队拿下斯洛文尼亚，小组出线。在北京奥运会上和姚明，李楠等资深运动员合力确保中国队进入八强。在与西班牙的小组比赛中，王治郅发挥出色，但却在最后关头被主教练尤纳斯换下，最终中国队在加时赛中落败。
2009年男篮亚锦赛的決賽中表現出色，但中国队大比分輸給伊朗未夺冠。
2010年男篮世锦赛的比賽中表現出色，但中国队小组出线后輸給立陶宛未能进入八强。
2010年11月24日，在广州亚运会中国於準決賽对阵伊朗国家男子篮球队的最后时刻，王治郅和王仕鹏投中三分，狙杀对手，使得中国队最终逆轉成功。兩日後，王治郅在中國對南韓的冠軍賽中獲得全場最高分，並在關鍵時刻投進中國隊最後一個非罰球進球，幫助中國隊險勝南韓隊奪冠。赛后，国家队老兵王治郅受到中国男篮全体队员的顶礼膜拜，中国男篮队员纷纷把自己的金牌一一挂在王治郅的脖子上。
2011年男篮亚锦赛中表現出色，在武汉体育中心进行的决赛争夺中，东道主中国男篮以70-69险胜约旦男篮，从而以9战全胜的不败战绩赢得本届亚锦赛冠军并获得唯一1张直通2012年伦敦奥运会的入场券。该场比赛CCTV-5的解说嘉宾为姚明、王仕鹏，易建联获得该届男篮MVP。
在2012年奥运会比赛中出任中国队场上队长，但中国队在小组赛中先后输给西班牙、俄罗斯、澳大利亚、巴西、英国等，小组赛未能出线。
2013年，王治郅，朱芳雨，王仕鹏等老将再次入选中国国家队征战男篮亚洲锦标赛。在八強淘汰賽與中華隊正面交鋒，半場一度領先多達17分，最終比數為96：78遭逆轉。这次比赛最终并未进入四强成为中国男篮一队半个世纪以来最差的亚锦赛成绩，中国男篮国家队也历史上第二次缺席男篮世界杯。

### 退役
在经历了2012年伦敦奥运会和2013年亚锦赛的失利后，36岁的王治郅于2014年退役。

### 教練生涯
因阿的江身体欠佳离任，2018年，八一火箭队主教练由王治郅接任。八一队2020年退出CBA联赛后，王治郅在中央军委训练管理部军事体育训练中心担任篮球教练。
八一队解散后，2022年9月，根据央视新闻报道，王治郅已经转任中央军委训练管理部军事体育训练中心空军五项队副队长（空军五项的项目中包括篮球技能）。

## 所获荣誉
- 1995年，世青赛 最佳中锋盖帽王，并入选最佳阵容
- 1995—1996赛季，CBA扣篮王和盖帽王，被评为最佳中锋
- 1995—1996赛季，入选由中国篮球协会和《篮球》杂志最佳阵容和联赛明星队
- 1996年，入选世界青年联队。
- 1997年，入选中国篮球南部全明星队，并获96-97赛季盖帽王。
- 1998年，入选中国篮球明星队；并获盖帽王、扣篮王。
- 1998年，入选由《篮球》杂志97-98赛季CBA最佳阵容。
- 1999年3月，获1998年度解放军“十佳运动员”称号。
- 1999年 入选中国篮球南方明星队。
- 1999年5月，入选99赛季CBA最佳阵容。
- 2000年2月，当选为1999年度亚洲最佳中锋。
- 2000年2月，入选1999-2000年CBA全明星阵容。
- 2000年3月，获1999-2000赛季最有价值球员奖。
- 2000年3月，当选为1999年度解放军十佳运动员。
- 2000的4月，入选1999-2000赛季CBA最佳阵容
- 2007年 CBA总决赛最有价值球员

## 家庭
- 妻子：周蕾
- 儿子：“王熙麟”，英文名字叫“杰瑞”

## 外部連結
- 王治郅在fiba.basketball（英语）
- 王治郅在archive.fiba.com（archived）（英语）
- 王治郅在NBA（英语）
- 王治郅在中国男子篮球职业联赛
- 王治郅在Basketball-Reference.com（NBA）（英语）
- 王治郅在Basketball-Reference.com（國際）（英语）
- 王治郅在Eurobasket.com（球員）（英语）
- 王治郅在Eurobasket.com（教練）（英语）
- 王治郅在RealGM（英语）
- 王治郅在Proballers（英语）
- 王治郅在Olympics.com（英语）
- 王治郅在Olympedia（英语）
- 王治郅在Chinese Olympic Committee (archived)（英语）
- 大郅新闻汇总 （页面存档备份，存于）